# Калатафими Седжеста
Калатафѝми Седжѐста (на италиански: Calatafimi Segesta, на сицилиански Calatafimi Seggesta) е малък град и община в южна Италия, провинция Трапани, автономен регион и остров Сицилия. Разположен е на 338 m надморска височина. Населението на града е 7055 души (към 2011 г.).
До 1997 г. общината се нарича само Калатафими.